# Mecklenburg-Güstrow

Wappen von Mecklenburg-Güstrow

Mecklenburg-Güstrow bezeichnet das ehemalige Mecklenburger (Teil-)Herzogtum Mecklenburg-Güstrow, das im Ergebnis der Zweiten Mecklenburgischen Hauptlandesteilung im Jahr 1621 durch Realteilung des Herrschaftsgebietes der Herzöge zu Mecklenburg entstand. Nach der Dritten Mecklenburgischen Hauptlandesteilung im Jahre 1701 bildete dieses Territorium den „Wendischen Kreis“ – einen der drei konstitutiven Kreise der Landstände des Herzogtums Mecklenburg – und gehörte zum (Teil-)Herzogtum Mecklenburg-Schwerin.

## Geschichte

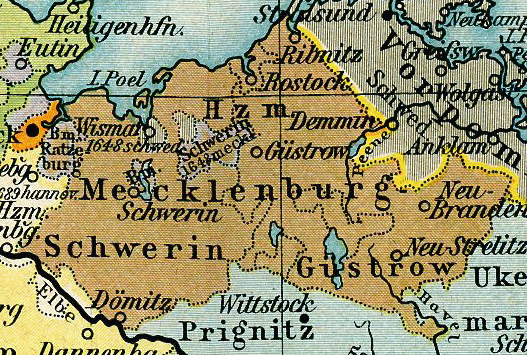
Mecklenburgische (Teil-)Herzogtümer Schwerin und Güstrow, 1648

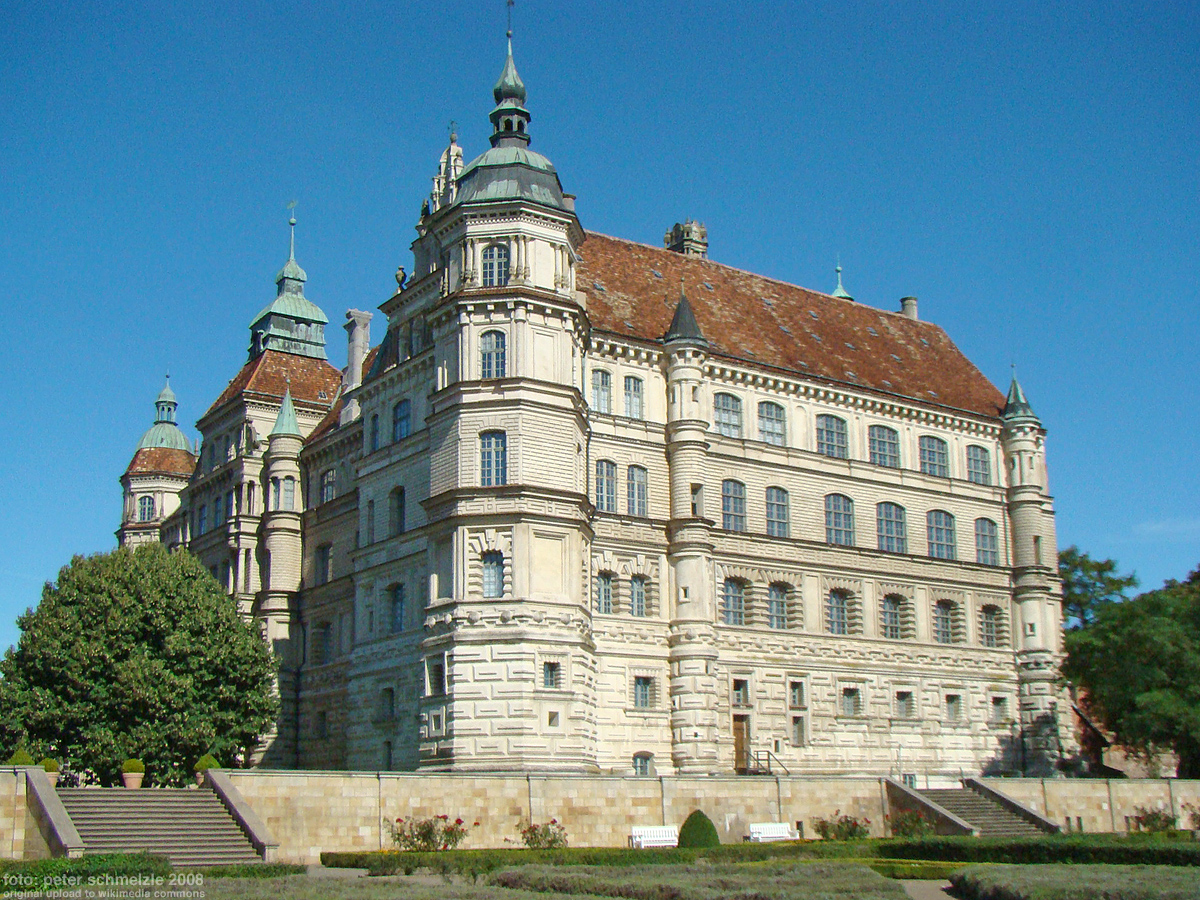
Güstrower Schloss

Das (Teil-)Herzogtum Mecklenburg-Güstrow entstand im Zuge der Zweiten Mecklenburgischen Hauptlandesteilung nach dem Fahrenholzer Teilungsvertrag im Jahr 1621 durch Realteilung des Herrschaftsgebietes der Herzöge zu Mecklenburg. Eine Herrschaftsteilung von Mecklenburg in einen – nach der jeweiligen Hauptresidenz benannten – Schweriner und einen Güstrower Landesteil existierte bereits mit einigen Unterbrechungen nach dem Tod Heinrich des Dicken 1477 und nochmals ab dem Jahr 1520 nach dem Neubrandenburger Hausvertrag. Dieser schrieb die nach dem Tod von Magnus II. von seinem Sohn Albrecht VII. erzwungene Landesteilung in die Teile Schwerin und Güstrow fest. Das Schweriner Gebiet beanspruchte dabei traditionell die westlichen, das Güstrower die östlichen Teile der zum mecklenburgischen Territorium gehörenden Lande.
Bei der Teilung von 1621 zwischen Adolf Friedrich I. und Johann Albrecht II. erhielt letzterer als Ausstattung seines Teiles Güstrow die Ämter Güstrow, Ribnitz, Schwaan, Dargun, Gnoien, Neukalen, Plau, Stargard, Stavenhagen, Boitzenburg, Broda, Feldberg, Fürstenberg, Goldberg, Ivenack, Strelitz, Wanzka, Wesenberg und Wredenhagen, sowie die Städte Friedland, Krakow, Laage, Malchin, Marlow, Neubrandenburg, Penzlin, Röbel, Sülze, Teterow und Woldegk. Gemeinsamer Besitz blieben die Stadt Rostock mit Warnemünde, die vier Landesklöster Dobbertin, Malchow, Ribnitz und das Kloster zum Heiligen Kreuz in Rostock.
Gemeinsam blieben auf Drängen der vereinten Landstände vor allem auch das Hof- und Landgericht, das Konsistorium, der Landtag, die Entscheidung über Grenzstreitigkeiten, die Kosten zum Reichskammergericht.
Eine reichs- oder lehnsrechtliche Anerkennung dieser Herrschaftsteilung erfolgte nicht. Folgerichtig titelten beide Regenten der so entstandenen Teilherrschaften weiterhin unverändert und ohne Unterschied als Herzöge zu Mecklenburg. Lediglich der besseren Unterscheidung wegen fügte man diesem Titel umgangssprachlich den Namen der Teilherrschaften an.
Die Residenz des Güstrower Landesteiles war bis 1695 die Vorderstadt Güstrow. Nach zeitweiliger Vertreibung des obodritischen Herrschergeschlechtes residierte von 1628 bis 1630 Albrecht von Wallenstein als mecklenburgischer Herzog im Güstrower Schloss.
Im Jahr 1631, nach Wallensteins Sturz, zog der geflüchtete Güstrower Herzog Johann Albrecht wieder in seine Residenz Güstrow ein.
Mit dem Tod seines Sohnes Gustav Adolf (1695) starb die Linie Mecklenburg-Güstrow der Dynastie schon in der zweiten Generation im thronfolgefähigen Mannesstamm aus. Tiefgreifende Rechtsunsicherheiten führten daraufhin zu mehrjährigem Erbschaftsstreit im mecklenburgischen Fürstenhaus, die zeitweilig kriegerischen Charakter annahmen und schließlich nur durch den Einfluss des Kaisers und ausländischer Mächte des Niedersächsischen Reichskreises beigelegt werden konnten.
Nach langjährigen Verhandlungen wurde am 8. März 1701 der Hamburger Vergleich zwischen den Mecklenburger Herzog Friedrich Wilhelm (I.), dem künftigen Regenten des (Teil-)Herzogtums Mecklenburg-Schwerin und Adolf Friedrich (II.), dem künftigen Regenten des (Teil-)Herzogtums Mecklenburg-Strelitz ausgehandelt. Eine Einigung wurde dahingehend erzielt, dass das „Güstrower Erbe“ wertäquivalent zwischen beiden geteilt wurde. Dem Schweriner Herzog fiel dabei formal das (Teil-)Herzogtum Mecklenburg-Güstrow mit der daran haftenden Stimme auf den Reichstagen zu, ausschließlich der Gebiete Mecklenburgs, die der Herzog Adolf Friedrich (II.) im Ergebnis des Hamburger Vergleichs erhalten hatte. Dadurch blieb der Name Mecklenburg-Güstrow noch bis zum Ende des Alten Reichs in Rechtsdokumenten erhalten. In der ständischen Verfassung Mecklenburgs existierte er sogar noch bis 1918. Der beim (Teil-)Herzogtum Mecklenburg-Schwerin, dem späteren Großherzogtum Mecklenburg-Schwerin, verbliebene Teil von Mecklenburg-Güstrow bildete den „Wendischen Kreis“, einen der drei ritterschaftlichen Kreise in der ständischen Verfassung des mecklenburgischen Gesamtstaates. 
Höchster ständischer Vertreter des Kreises war ein Erblandmarschall. Dieses Amt war seit dem Mittelalter mit dem Lehen Penzlin verbunden und wurde von dem jeweiligen Lehnsträger der Familie Maltzahn (Malzahn, Freiherren von Wartenberg und Penzlin) ausgeübt. Als Vertreter oder bei Verhinderung wurde ein Vize-Landmarschall bestellt.

## Regenten
| Regierungszeit | Name                                                                   | Abstammung                |
| -------------- | ---------------------------------------------------------------------- | ------------------------- |
| 1520–1547      | Albrecht VII., der Schöne, Herzog zu Mecklenburg (1503–1547)           | Sohn Magnus II.           |
| 1547–1555      | Johann Albrecht I., Herzog zu Mecklenburg (1525–1576)                  | Sohn Albrecht VII.        |
| 1555–1603      | Ulrich, Herzog zu Mecklenburg (1527–1603)                              | Sohn Albrecht VII.        |
| 1603–1610      | Karl I., Herzog zu Mecklenburg (1540–1610)                             | Sohn Albrecht VII.        |
| 1611–1628      | Johann Albrecht II. (Hans Albrecht), Herzog zu Mecklenburg (1590–1636) | Sohn Johann VII.          |
| (1628–1631)    | Albrecht von Wallenstein (1583–1634)                                   |                           |
| 1631–1636      | Johann Albrecht II. (erneut)                                           |                           |
| 1636–1695      | Gustav Adolf, Herzog zu Mecklenburg (1636–1695)                        | Sohn Johann Albrechts II. |
| (1695–1701)    | Vakanz                                                                 |                           |